# Strijd tegen de Veneti
De Strijd tegen de Veneti was een onderdeel van de Gallische Oorlog. Hij werd gevochten tussen de Romeinse vloot en de vloot van de Veneti, een Gallische volksstam die een deel van het huidige Bretagne bevolkte.

## Achtergrond
Nadat Julius Caesar Gallië volledig had onderworpen, ontstond er plotseling toch nog een oorlog. Dit kwam doordat de troepen van Publius Licinius Crassus overwinterden in hun winterkwartieren aan de westkust van Gallië. Omdat ze te weinig graan hadden, stuurden ze gezanten naar de dichtstbijzijnde stammen om bij hen graan te halen. Twee gezanten werden gestuurd naar de Veneti, de machtigste stam aan de kust van Gallië, dit kwam omdat zij de grootste vloot hadden. Toen de gezanten aankwamen bij de Veneti, werden ze er vastgehouden. Dit kwam omdat de Veneti hoopten om hen te kunnen inruilen met de gijzelaars die ze de Romeinen hadden gegeven ter teken van hun overgave. Door dit voorbeeld deden de buurstammen hetzelfde. Zij wilden allemaal liever de vrijheid dan onderworpen te zijn door de Romeinen.
Caesar werd hiervan op de hoogte gesteld. Hij beval om oorlogsschepen te bouwen. Hierna ging Caesar zo snel als hij kon naar de kust. Toen de Veneti en hun bondgenoten hiervan hoorden, beseften zij dat ze heel erg dom waren geweest. Ze liepen groot gevaar en bereidden zich voor op een oorlog. Ze versterkten hun steden, verzamelden al het graan en verzamelden zo veel schepen als ze maar konden. Ze wisten de Osismi, de Lexovii, de Namnetes, de Ambiliati, de Morini, de Diablintes en de Menapii aan hun kant te krijgen. Ze lieten ook hulptroepen komen uit Brittannië. Caesar moest hen wel de oorlog verklaren, uit angst dat als hij hier niet optrad, er nog veel andere stammen in Gallië hun voorbeeld zouden volgen. Om dit te voorkomen, zond hij Titus Labienus naar de Belgen om te zorgen dat zij loyaal bleven. Hij moest er ook voor zorgen dat de Germanen niet weer de Rijn zouden oversteken. Publius Crassus kreeg het bevel om naar Aquitanië te vertrekken om te voorkomen dat deze stammen hulptroepen zouden sturen. Quintus Titurius Sabinus werd naar de Venelli, de Coriosolitae en de Lexovii gestuurd om te zorgen dat hun legers verdeeld zouden blijven. Decimus Junius Brutus Albinus kreeg de leiding over de vloot. Hij moest zo gauw als mogelijk naar de Veneti vertrekken.

## De strijd

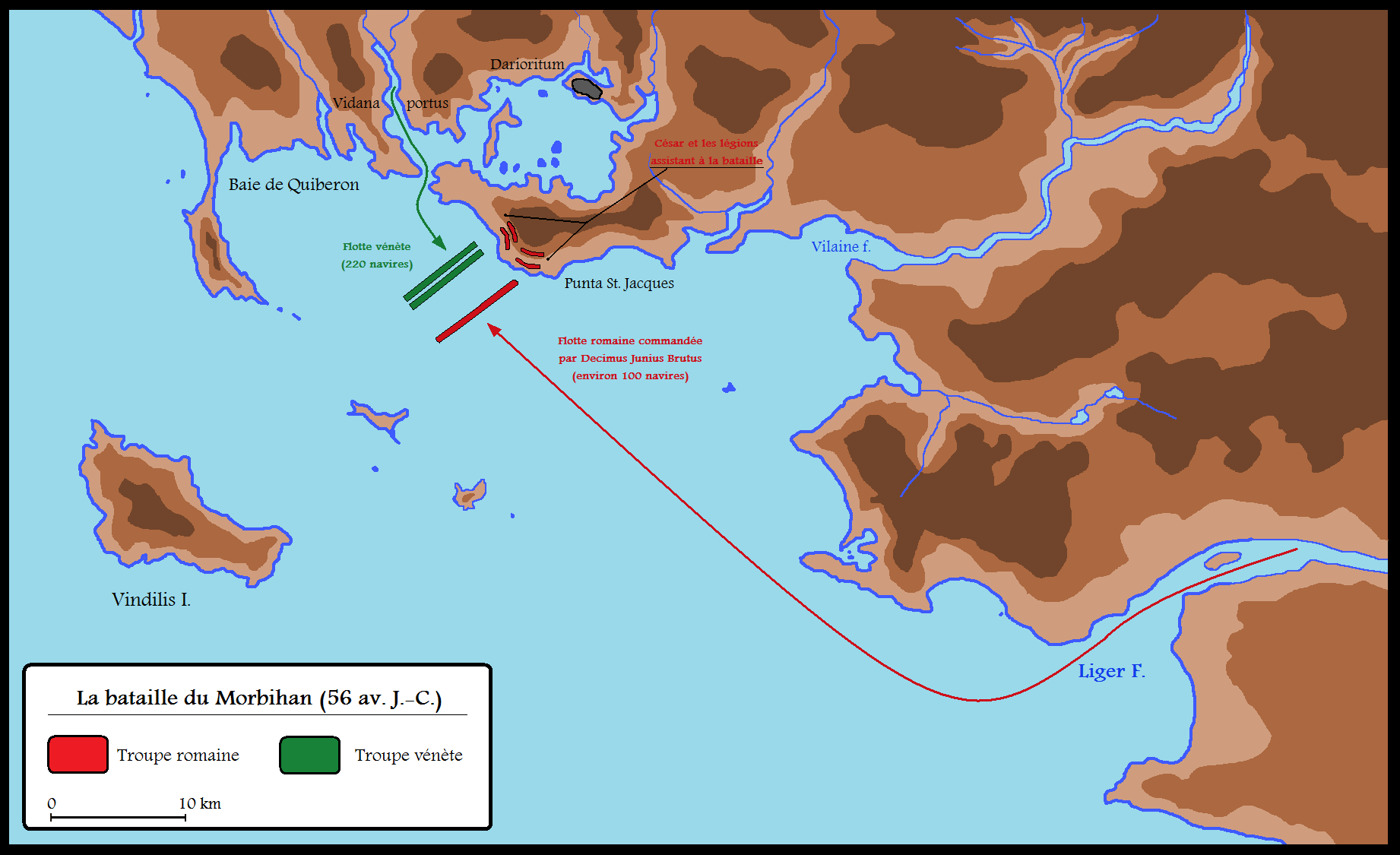
De zeeslag

De steden van de Veneti waren meestal gelegen op het einde van landtongen en kapen. Ze waren niet te voet bereikbaar als het vloed was en evenmin per schip, omdat de zee dan niet diep genoeg was. Belegeringen waren dus erg moeilijk. De Romeinen konden toch de meeste steden innemen door grote belegeringstorens te bouwen. Maar al deze moeite was bijna voor niets geweest. De Veneti konden nog steeds vluchten met hun boten en het was niet mogelijk om hen echt schade toe te brengen. Daarom besloot hij om hun vloot op te wachten.
Toen hun vloot kwam opdagen, wisten noch Decimus Brutus, noch de andere bevelhebbers welke tactiek ze moesten toepassen. De Gallische schepen waren immers zo sterk gemaakt om de Atlantische golven te kunnen weerstaan, dat geen enkele ram een schip kon kelderen. Deze schepen waren ook zo hoog, dat zelfs als de Romeinen torens op hun schepen zouden bouwen,  het dek nog steeds hoger zou zijn. Zij konden de Galliërs dus niet aanvallen met werpsperen, terwijl elk projectiel van de Galliërs extra hard zou aankomen. Maar er was een ding dat wel effectief was. Ze hadden scherpe zeisen op lange stokken gestoken, ongeveer hetzelfde ontwerp als belegeringshaken. Hiermee konden ze de touwen tussen de ra en de mast vastgrijpen (de Veneti gebruikten zeilen, geen roeiers), hierna lieten ze hun eigen schepen wegroeien, zodat deze touwen knapten. Hierdoor kwam de ra onvermijdelijk naar beneden. Hierdoor werden deze schepen al snel onbruikbaar. Ondertussen zagen de Romeinen ook iets wat hun moreel sterk opkrikte: het landleger had alle hogergelegen plaatsen op het land kunnen veroveren. Toen de Veneti merkten dat ze aan het verliezen waren, sloegen ze op de vlucht.
Toen de Gallische schepen zich allemaal gedraaid hadden om terug te varen naar de plek waar ze vandaan waren gekomen, ging de wind opeens liggen. Hierdoor konden de Romeinen ook deze schepen een voor een aanvallen en veroveren. Slechts een handvol schepen bereikte de haven. 

Reconstructie van een Gallisch schip
Reconstructie van een Gallisch schip met twee zeilen

## Nasleep
Terwijl dit gebeurde, versloeg Sabinus de Venelli door ze in een hinderlaag te lokken. Deze twee overwinningen maakten een einde aan de oorlog in het hele kustgebied. Ze gaven zich allemaal over aan Caesar. Hij besloot om hen extra zwaar te straffen: hij besloot om alle machthebbers van de opstandelingen ter dood te brengen en de rest als slaven te verkopen.